# Apospasta ancillottoi
Apospasta ancillottoi är en fjärilsart som beskrevs av Emilio Berio 1979. Apospasta ancillottoi ingår i släktet Apospasta och familjen nattflyn. Inga underarter finns listade i Catalogue of Life.